# 関西航空地方気象台

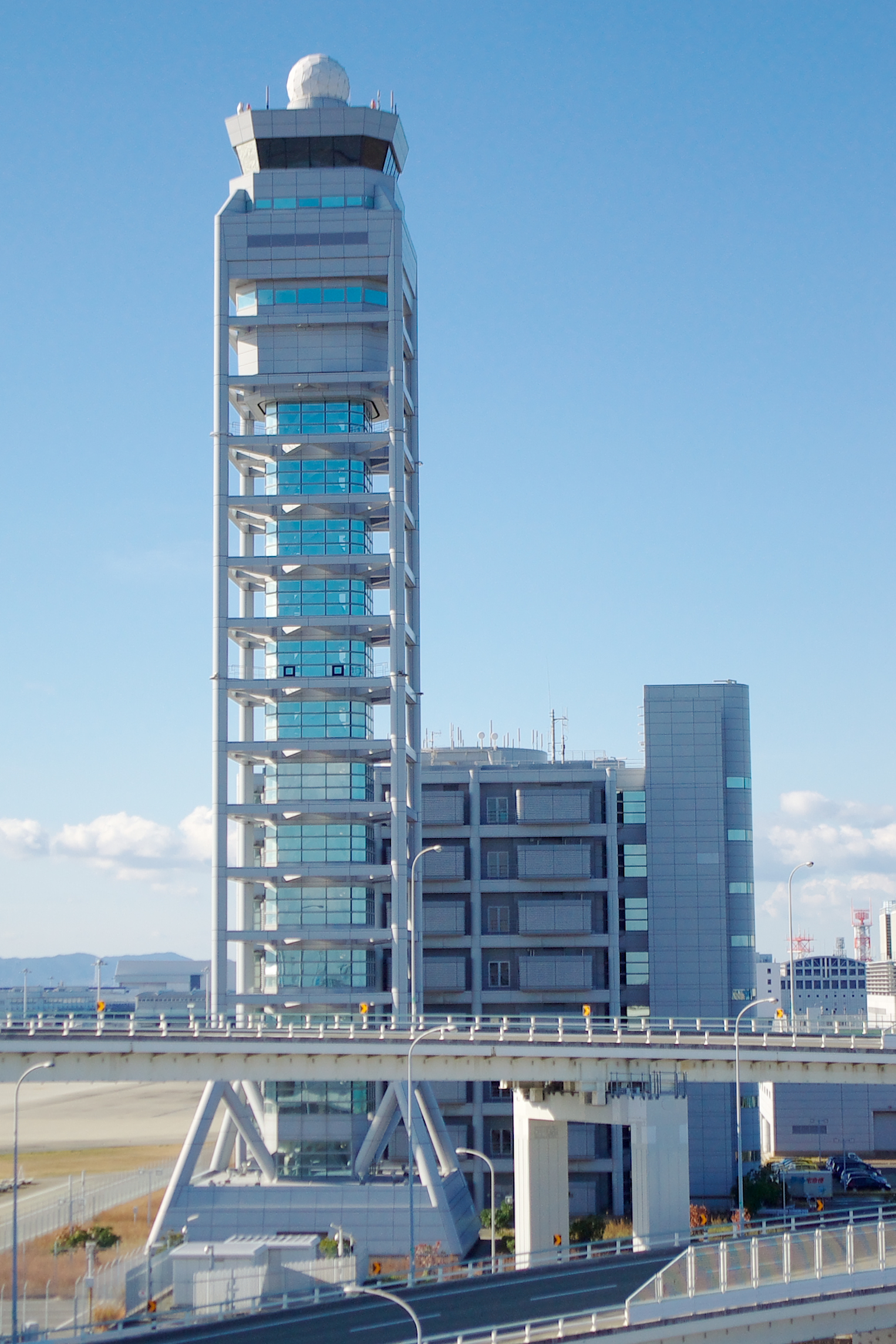
関西航空地方気象台がある関西国際空港庁舎（管制塔の背後）

関西航空地方気象台（かんさいこうくうちほうきしょうだい）は、関西国際空港の中に設置されている航空地方気象台。地方気象台と同等に扱われる機関であるが、その業務内容は大きく異なっている。なお、大阪管区気象台の監理を受ける。

## 概要
所在地は大阪府泉南郡田尻町泉州空港中1番地。主に関西空港を利用する航空機の安全のために、空港やその周辺の気象を予測して飛行場予報などを発表したり、関西進入管制区をカバーする空域の悪天予想図を発表したりしている。関西空港だけでなく、後述の出張所の所在する空港の一部に対しても飛行場予報などを発表している。また、国内外の気象台が発表する予想天気図などの気象資料を収集し、関西空港から出発する航空機に提供している。

## 出張所
関西航空地方気象台は、近畿・中国・四国地方の以下の空港に出張所を持っている。かつては美保飛行場と徳島飛行場にも出張所が所在したが廃止され、関西航空地方気象台が美保飛行場向けの飛行場予報などを発表している。
- 2013年4月1日に、出雲・南紀白浜・岡山・鳥取・高松にあった出張所を閉鎖[要出典]

なお、大阪国際空港については、関西航空地方気象台とは別組織の大阪航空測候所の管轄になっている。
- 八尾空港
- 神戸空港
- 南紀白浜空港
- 鳥取空港
- 出雲空港
- 岡山空港
- 広島空港
- 高松空港
- 松山空港
- 高知空港